# Fricandó
El fricandó és un plat tradicional de la cuina catalana que es fa a base de filets fins de carn de vedella i que gairebé sempre té bolets (típicament moixernons o cama-secs, però poden ser ceps, gírgoles, rovellons o altres). Juntament amb l'estofat de vedella és un dels pocs plats de la cuina tradicional clàssica catalana que es fan a base de bou o vedella. Ambdós són plats que se solen fer el dia abans i que es poden reescalfar quan convingui.

## Origen
És possible que el mot fricandó vingui de l'occità frica, que per la seva banda ve del llatí frigere, fregir, ja que la carn enfarinada es fregeix en saïm, oli d'oliva o una barreja d'ambdós. De fet, a Occitània existeix un plat que, amb el nom afrancesat, es diu fricandeau, però aquest és molt diferent: A Occitània el que s'entén per fricandeau és una preparació de xarcuteria a base de mandonguilles de carn de porc envoltades per una mantellina, mentre que el fricandeau "clàssic" més conegut a la resta de França sí que es fa també amb carn de vedella, però és una peça gran que es cou sencera, entatxonada amb cansalada i que se serveix calenta o freda, com un roti de porc.
Al contrari que altres plats tradicionals clàssics, el seu origen no és camperol sinó propi de la cuina urbana. L'origen de la recepta segurament és medieval, almenys per a la seva semblança amb la vedella amb sosengua, cosa que explica, per exemple, que en principi el sofregit es faci sense tomàquet, tot i que actualment hi ha gent que n'hi posa una mica; i el fet de ser a base d'una carn com la vedella, no molt habitual a la cuina catalana. La recepta de fricandó, tal com la coneixem ara, apareix per primera vegada per escrit en un receptari de començaments del segle xviii, Avisos y instrucciones per lo principiant cuiner, del pare Josep Orri. A partir d'aquest moment, la recepta apareix a tots els manuals de cuina catalana, amb petites variacions personals però amb els comuns denominadors de la carn de vedella tallada fina i enfarinada, el sofregit -que sí que varia una mica d'una recepta a altra-, els bolets i la picada. En algunes receptes el vi blanc se substitueix per una mica de vi ranci.

## Fricandó a Cuba
Sembla que als segles xix i xx la relació gastronòmica entre Cuba i Catalunya va ser molt important, per exemple, el català Joan Cabrisas va escriure el primer llibre de cuina cubana que existeix i a algunes famílies cubanes hi ha la tradició de preparar fricandó, així com ole-ole (all-i-oli) i escudilla (escudella).

## Fricandó a Suïssa
A Suïssa hi ha un plat fet amb escalopes de bou i xampinyons anomenat Fricandeaux.